# Kościół św. Marcina w Piławie Górnej
Kościół świętego Marcina – rzymskokatolicki kościół parafialny należący do dekanatu Piława Górna diecezji świdnickiej.

## Historia
Relikty murowanej świątyni z XIV wieku zachowały się we wnętrzu wieży. W XVI wieku świątynia została znacznie przebudowana. Wzrastająca w siłę gmina ewangelicka uzyskała wtedy pozwolenie na przejęcie świątyni pod wezwaniem świętego Marcina. W tym czasie świątynia uzyskała kształt niewielkiej, jednonawowej budowli z wieżą od strony południowej. Dopiero nadejście kontrreformacji, która została wprowadzona w kraju, spowodowała zwrócenie kościoła katolikom w 1654 roku. Kolejne zmiany kształtu budowli miały miejsce w 1787 roku (od uderzenia pioruna spaliła się wtedy wieża) oraz w 1806 roku. W latach trzydziestych XIX wieku świątynia została rozbudowana. Ostatnia przebudowa, która w dużej mierze zmieniła wygląd kościoła, miała miejsce w 1987 roku. Wtedy od strony zachodniej został zbudowany nowoczesny kościół. Do 1957 roku był to kościół filialny należący do parafii w Piławie Dolnej. Nowa parafia została erygowana przez biskupa Bolesława Kominka.

## Architektura

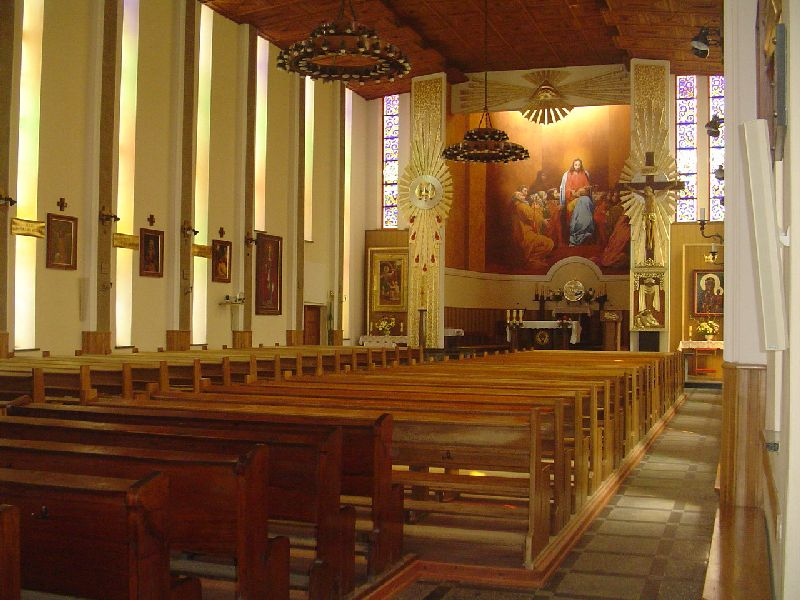
Wnętrze świątyni

Świątynia zbudowana w stylu gotycko-renesansowym nie posiada cenniejszych zabytków. Jednym ze znaczących elementów jest sakramentarium powstałe pod koniec XVI wieku. Na uwagę zasługuje również obraz św. Marcina z XIX wieku, który jest przedstawiony jako zbrojny, rzymski legionista, który oddaje kawałek swego płaszcza klęczącemu u stóp żebrakowi. Ściana ołtarzowa jest ozdobiona obrazem przedstawiającym scenę z wieczernika Komunia Apostołów na podstawie obrazu Michała Willmanna. Polichromia została wykonana przez Jerzego Masternaka. Okna w prezbiterium są ozdobione witrażami, symbolizującymi czterech ewangelistów. Także w starej części budowli w 1999 roku zostały założone witraże przedstawiające św. Piotra i św. Pawła. W tym samym roku świątynia wzbogaciła się o stacje Drogi Krzyżowej – historia via dolorosa jest opowiadana przez obrazy namalowane na płótnie.